# Clare Knight
Clare Knight (* 1966 in Dublin als Clare De Chenu) ist eine irische Filmeditorin im Bereich Animationsfilm.

## Leben
Clare Knight wuchs in der irischen Hauptstadt Dublin auf. Sie absolvierte ein Filmstudium an der St Martin’s School of Arts in London. Ende der 1980er Jahre wurde sie Schnittassistentin beim britischen Animationsstudio Amblimation, wo sie an Feivel, der Mauswanderer im Wilden Westen, Vier Dinos in New York und Balto mitarbeitete. Für die Nachfolgegesellschaft DreamWorks Animation editierte sie dann erfolgreiche Filme wie Madagascar und Kung Fu Panda, welche auch Fortsetzungen erhielten.
Seit 2006 ist sie mit dem US-Schauspieler Wayne Knight verheiratet.

## Filmografie (Auswahl)
- 2002: Spirit – Der wilde Mustang (Spirit – Stallion of the Cimarron)
- 2005: Madagascar
- 2008: Kung Fu Panda
- 2008: Madagascar 2 (Madagascar: Escape 2 Africa)
- 2011: Kung Fu Panda 2
- 2016: Kung Fu Panda 3
- 2019: The LEGO Movie 2